# Fed Cup 2012 – baráž 2. skupiny zóny Evropy a Afriky
Baráž 2. skupiny zóny Evropy a Afriky ve Fed Cupu 2012 představovala čtyři vzájemná utkání týmů z bloků A a B. První z bloku A sehrál zápas s druhým z bloku B a naopak. Vítězové těchto utkání postoupili do 1. skupiny zóny Evropy a Afriky pro rok 2013. 
Dva zápasy týmů z třetích a čtvrtých příček bloků byly hrány o udržení. Družstva, která se umístila na třetím místě v blocích, se utkala v zápase o udržení se čtvrtými celky. Dva poražení sestoupili do 3. skupiny zóny Evropy a Afriky pro rok 2013. 
Hrálo se 21. dubna 2012 v areálu oddílu Golf El Solaimaneyah Club egyptského hlavního města Káhiry na otevřených antukových dvorcích. 

## Pořadí týmů
| Poř. | Blok A       | Blok B   |
| ---- | ------------ | -------- |
| 1.   | Jižní Afrika | Gruzie   |
| 2.   | Černá Hora   | Turecko  |
| 3.   | Finsko       | Lotyšsko |
| 4.   | Dánsko       | Norsko   |

## Zápasy o postup
První ze svého bloku s druhým z druhého bloku sehrál vzájemný zápas. Vítězové postoupili do 1. skupiny zóny Evropy a Afriky pro rok 2013.

### Jihoafrická republika vs. Turecko
| | Jihoafrická republika | 0 :                                                             | 3   | Turecko |     |  |
| --- | --------------------- | --------------------------------------------------------------- | --- | ------- | --- |  |
| Golf El Solaimaneyah Club, Káhira, Egypt 21. dubna 2012 antuka (venku) |                       |                                                                 |     |         |     |  |
| \| \| \| \| 1. \| 2. \| 3. \| \| \| -- \| \| --------------------------------------------------------------- \| --- \| --- \| --- \| \| \| 1. \| \| Ilze Hattinghová Pemra Özgenová \| 4 6 \| 2 6 \| \| \| \| 2. \| \| Natalie Grandinová Çağla Büyükakçayová \| 6 2 \| 2 6 \| 4 6 \| \| \| 3. \| \| Lynn Kirová / Madrie Le Rouxová Pemra Özgenová / Melis Sezerová \| 4 6 \| 2 6 \| \| \| \| \| \| \| \| \| \| \| \| \| \| \| \| \| \| \| \| \| \| \| \| \| \| \| \| \| \| \| \| \| \| \| \| \| \| \| \| \| \| \| |                       |                                                                 |     |         |     |  |
| |                       |                                                                 | 1.  | 2.      | 3.  |  |
| 1. |                       | Ilze Hattinghová Pemra Özgenová                                 | 4 6 | 2 6     |     |  |
| 2. |                       | Natalie Grandinová Çağla Büyükakçayová                          | 6 2 | 2 6     | 4 6 |  |
| 3. |                       | Lynn Kirová / Madrie Le Rouxová Pemra Özgenová / Melis Sezerová | 4 6 | 2 6     |     |  |
| |                       |                                                                 |     |         |     |  |
| |                       |                                                                 |     |         |     |  |
| |                       |                                                                 |     |         |     |  |
| |                       |                                                                 |     |         |     |  |
| |                       |                                                                 |     |         |     |  |

### Gruzie vs. Černá Hora
| | Gruzie | 3 :                                                                        | 0   | Černá Hora |    |  |
| --- | ------ | -------------------------------------------------------------------------- | --- | ---------- | -- |  |
| Golf El Solaimaneyah Club, Káhira, Egypt 21. dubna 2012 antuka (venku) |        |                                                                            |     |            |    |  |
| \| \| \| \| 1. \| 2. \| 3. \| \| \| -- \| \| -------------------------------------------------------------------------- \| --- \| --- \| -- \| \| \| 1. \| \| Sofia Šapatavová Vladica Babićová \| 6 2 \| 6 3 \| \| \| \| 2. \| \| Anna Tatišviliová Danka Kovinićová \| 6 2 \| 6 2 \| \| \| \| 3. \| \| Sofia Kvacabajaová / Sofia Šapatavová Vladica Babićová / Milica Šljukićová \| 6 3 \| 6 4 \| \| \| \| \| \| \| \| \| \| \| \| \| \| \| \| \| \| \| \| \| \| \| \| \| \| \| \| \| \| \| \| \| \| \| \| \| \| \| \| \| \| \| |        |                                                                            |     |            |    |  |
| |        |                                                                            | 1.  | 2.         | 3. |  |
| 1. |        | Sofia Šapatavová Vladica Babićová                                          | 6 2 | 6 3        |    |  |
| 2. |        | Anna Tatišviliová Danka Kovinićová                                         | 6 2 | 6 2        |    |  |
| 3. |        | Sofia Kvacabajaová / Sofia Šapatavová Vladica Babićová / Milica Šljukićová | 6 3 | 6 4        |    |  |
| |        |                                                                            |     |            |    |  |
| |        |                                                                            |     |            |    |  |
| |        |                                                                            |     |            |    |  |
| |        |                                                                            |     |            |    |  |
| |        |                                                                            |     |            |    |  |

## Zápasy o sestup
Třetí a čtvrté týmy sehrály zápasy o udržení. Poražení sestoupili do 3. skupiny zóny Evropy a Afriky pro rok 2013. 

### Finsko vs. Norsko
| | Finsko | 3 :                                                                | 0    | Norsko |     |  |
| --- | ------ | ------------------------------------------------------------------ | ---- | ------ | --- |  |
| Golf El Solaimaneyah Club, Káhira, Egypt 21. dubna 2012 antuka (venku) |        |                                                                    |      |        |     |  |
| \| \| \| \| 1. \| 2. \| 3. \| \| \| -- \| \| ------------------------------------------------------------------ \| ---- \| --- \| --- \| \| \| 1. \| \| Emma Laineová Hedda Odegaardová \| 7 62 \| 6 2 \| \| \| \| 2. \| \| Piia Suomalainenová Ulrikke Eikeriová \| 3 6 \| 6 4 \| 6 3 \| \| \| 3. \| \| Johanna Hyötyová / Emma Laineová Emma Floodová / Hedda Odegaardová \| 4 6 \| 7 5 \| 6 3 \| \| \| \| \| \| \| \| \| \| \| \| \| \| \| \| \| \| \| \| \| \| \| \| \| \| \| \| \| \| \| \| \| \| \| \| \| \| \| \| \| \| |        |                                                                    |      |        |     |  |
| |        |                                                                    | 1.   | 2.     | 3.  |  |
| 1. |        | Emma Laineová Hedda Odegaardová                                    | 7 62 | 6 2    |     |  |
| 2. |        | Piia Suomalainenová Ulrikke Eikeriová                              | 3 6  | 6 4    | 6 3 |  |
| 3. |        | Johanna Hyötyová / Emma Laineová Emma Floodová / Hedda Odegaardová | 4 6  | 7 5    | 6 3 |  |
| |        |                                                                    |      |        |     |  |
| |        |                                                                    |      |        |     |  |
| |        |                                                                    |      |        |     |  |
| |        |                                                                    |      |        |     |  |
| |        |                                                                    |      |        |     |  |

### Lotyšsko vs. Dánsko
| | Lotyšsko | 3 :                                                                                          | 0   | Dánsko |     |  |
| --- | -------- | -------------------------------------------------------------------------------------------- | --- | ------ | --- |  |
| Golf El Solaimaneyah Club, Káhira, Egypt 21. dubna 2012 antuka (venku) |          |                                                                                              |     |        |     |  |
| \| \| \| \| 1. \| 2. \| 3. \| \| \| -- \| \| -------------------------------------------------------------------------------------------- \| --- \| --- \| --- \| \| \| 1. \| \| Līga Dekmeijereová Cecilie Lundgaard Melstedová \| 6 3 \| 6 2 \| \| \| \| 2. \| \| Diāna Marcinkēvičová Karen Barbatová \| 3 6 \| 6 3 \| 6 3 \| \| \| 3. \| \| Līga Dekmeijereová / Diāna Marcinkēvičová Malou Ejdesgaardová / Cecilie Lundgaard Melstedová \| 6 1 \| 6 1 \| \| \| \| \| \| \| \| \| \| \| \| \| \| \| \| \| \| \| \| \| \| \| \| \| \| \| \| \| \| \| \| \| \| \| \| \| \| \| \| \| \| \| |          |                                                                                              |     |        |     |  |
| |          |                                                                                              | 1.  | 2.     | 3.  |  |
| 1. |          | Līga Dekmeijereová Cecilie Lundgaard Melstedová                                              | 6 3 | 6 2    |     |  |
| 2. |          | Diāna Marcinkēvičová Karen Barbatová                                                         | 3 6 | 6 3    | 6 3 |  |
| 3. |          | Līga Dekmeijereová / Diāna Marcinkēvičová Malou Ejdesgaardová / Cecilie Lundgaard Melstedová | 6 1 | 6 1    |     |  |
| |          |                                                                                              |     |        |     |  |
| |          |                                                                                              |     |        |     |  |
| |          |                                                                                              |     |        |     |  |
| |          |                                                                                              |     |        |     |  |
| |          |                                                                                              |     |        |     |  |

## Konečné pořadí
| Pořadí   | Tým          |
| -------- | ------------ |
| Postup   | Turecko      |
| Postup   | Gruzie       |
| 3. místo | Jižní Afrika |
| 3. místo | Černá Hora   |
| 5. místo | Finsko       |
| 5. místo | Lotyšsko     |
| Sestup   | Norsko       |
| Sestup   | Dánsko       |

- Turecko a Gruzie postoupily do 1. skupiny zóny Evropy a Afriky pro rok 2013.
- Norsko a Dánsko sestoupily do 3. skupiny zóny Evropy a Afriky pro rok 2013.